# فنان 100

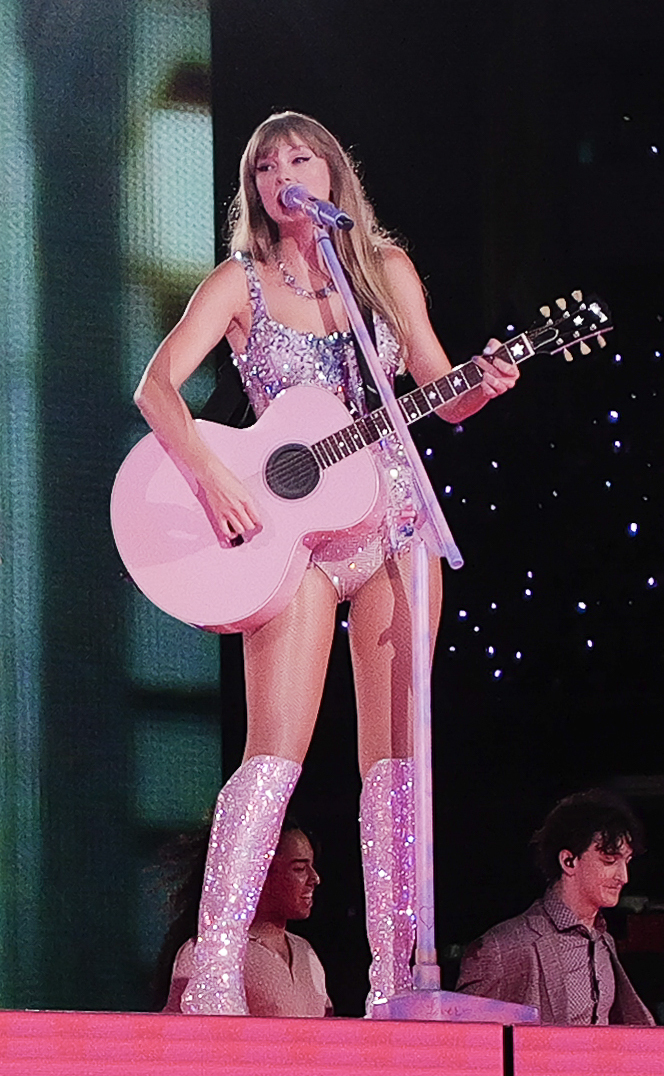
المغنية وكاتبة الأغاني الأمريكية تايلور سويفت تؤدي حفل Eras Tour في ملعب SoFi في إنجليوود، أغسطس 2023

فنان 100 (بالإنجليزية: Artist 100)‏ هو مخطط ينشر أسبوعيا من قبل مجلة بيلبورد في الولايات المتحدة. يظهر المخطط توب 100، «مخطط الألبوم»، المخطط البياني الاجتماعي المتميز بالإنترنت.
تم إحداث مخطط «فنان 100» للمرة الأولى في 19 يوليو 2014، حيث حصل المغني الأمريكي تراي سونجز على المرتبة الأولى، كما حصلت المغنية تايلور سويفت على أكبر مقدار من الأسابيع على رأس المخطط.

## أكثر الفنانين من ناحية مقدار الأسابيع وهم بالمرتبة الأولى بالمخطط
| عدد الأسابيع | الفنان       | المرجع |
| ------------ | ------------ | ------ |
| 50           | تايلور سويفت | [ 3 ]  |
| 37           | دريك         | [ 3 ]  |
| 28           | ذا ويكند     | [ 4 ]  |
| 21           | بي تي أس     | [ 4 ]  |
| 20           | أديل         | [ 4 ]  |

## روابط خارجية
الرسم البياني الحالي